# Peter Hotez

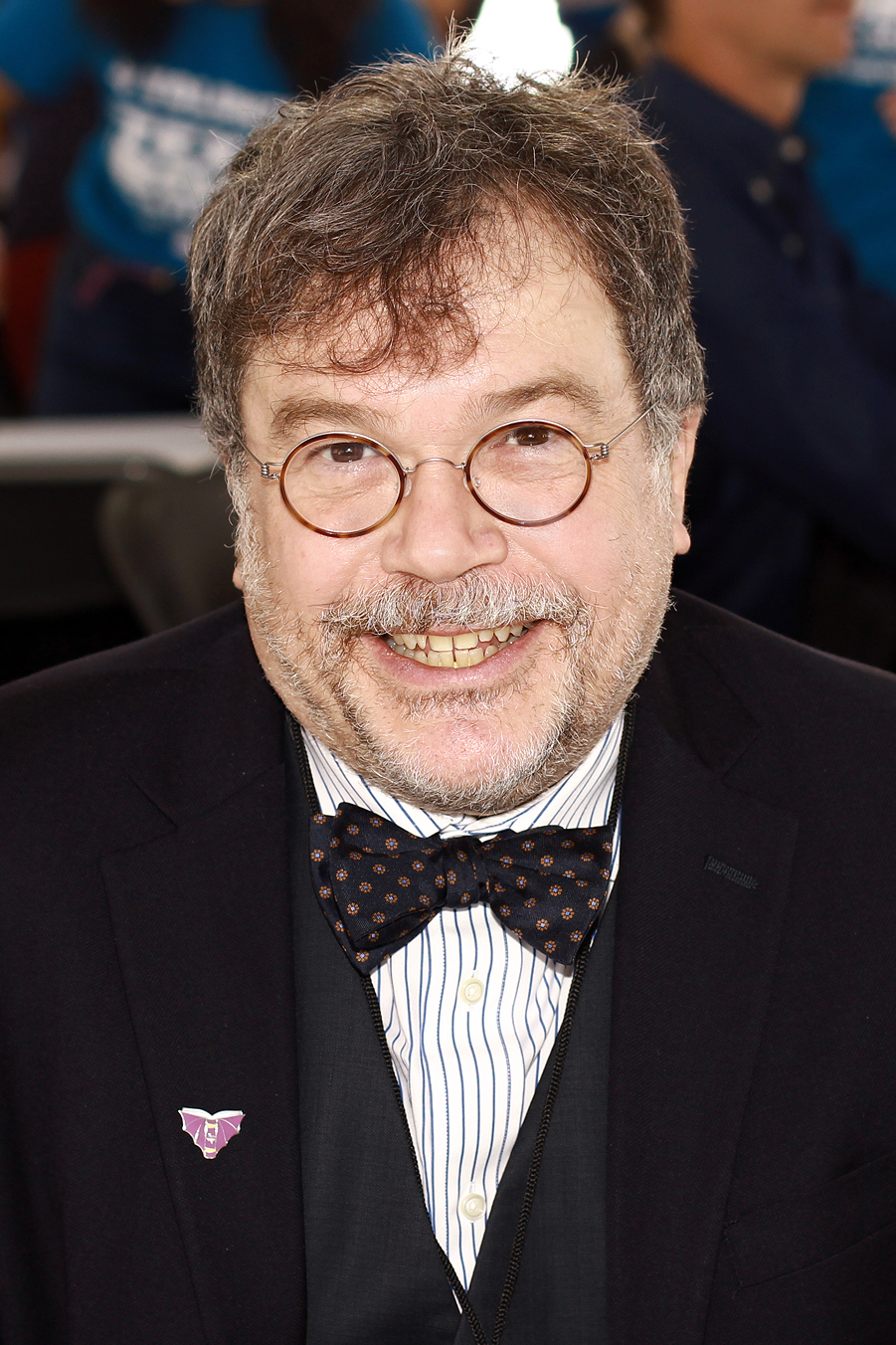
Peter Hotez 2019

Peter Jay Hotez (geboren am 5. Mai 1958 in Hartfort, Connecticut) ist ein US-amerikanischer Pädiater und Impfstoffforscher, der sich insbesondere der Erforschung und Bekämpfung vernachlässigter Tropenkrankheiten widmet.

## Werdegang
Peter Hotez wuchs in West Hartford auf, wo er die Hall High School besuchte. Er studierte an der Yale University, wo er einen Abschluss in molekularer Biophysik erlangte. Im Anschluss promovierte er 1986 in biochemischer Parasitologie an der Rockefeller University und erlangte 1987 einen medizinischen Abschluss am Weill Cornell Medical College. Am Massachusetts General Hospital absolvierte er eine pädiatrische Facharztausbildung, die er 1989 abschloss. Als Postdoc kehrte er 1989 an die Yale-University zurück, um auf dem Gebiet der Infektiologie und molekularer Parasitologie zu forschen.

## Wissenschaftliche Laufbahn
Hotez wurde 1992 Assistenzprofessor für Pädiatrie an der Yale University, wo er 1995 eine außerordentliche Professur erhielt. 2000 wechselte er als Professor und Lehrstuhlinhaber an die George Washington University, wo er die Abteilung Mikrobiologie, Immunologie und Tropenmedizin leitete.
2011 ging er nach Houston, wo er Gründungsdekan eines neu geschaffenen Forschungszentrums für Tropenkrankheiten am Baylor College of Medicine wurde. In Houston übernahm er noch weitere Funktionen, u. a. als Professor der Abteilungen für Pädiatrie und Molekulare Virologie und Mikrobiologie am Baylor College für Medizin, als Inhaber des Stiftungslehrstuhls für tropische Pädiatrie und als Co-Direktor des Zentrums für Impfstoffentwicklung des Texas Children’s Hospital.
Von 2007 bis 2017 war er Präsident des gemeinnützigen Sabin Vaccine Institute, das sich für die weltweite Entwicklung, Verfügbarkeit und Verwendung von Impfstoffen einsetzt.
Von 2015 bis 2016 fungierte er neben drei weiteren Wissenschaftlern als Science Envoy (Wissenschaftsbotschafter) der Obama-Regierung mit Fokus auf Saudi-Arabien und Marokko.
Hotez ist außerdem Gründer und Mitherausgeber der Zeitschrift PLOS Neglected Tropical Diseases.

## Forschung
Hotez widmet sich vor allem der Erforschung und Bekämpfung vernachlässigter Tropenkrankheiten, wie der Hakenwurm-Infektion, Bilharziose, Leishmaniose oder der Chagas-Krankheit. Er leitet mehrere Projekte zur Entwicklung von Impfstoffen gegen diese Krankheiten.

### Impfstoff gegen SARS-CoV-2
Gemeinsam mit María Elena Bottazzi, seiner Co-Direktorin am Zentrum für Impfstoffentwicklung des Texas Children’s Hospital, leitete er die Entwicklung des Impfstoffs Corbevax gegen SARS-CoV-2. Bereits 2003 beim Ausbruch von SARS-CoV-1 hatten sie einen Impfstoffkandidaten entwickelt. Die ersten Ergebnisse waren damals vielversprechend, aber da der Ausbruch abebbte, bestand kein Bedarf an Impfstoffen mehr und sie stellten die Entwicklung ein. Nach dem Ausbruch der COVID-19-Pandemie begannen sie basierend auf ihren früheren Ergebnissen mit der Entwicklung eines auf SARS-CoV-2 angepassten Impfstoffes.
Da sie keine öffentlichen Mittel bekamen, warben sie private Mittel beispielsweise von Stiftungen zur Förderung ihres Projektes ein.
Bei Corbevax handelt es sich um einen Impfstoff, der basierend auf der bereits bekannten Proteinuntereinheiten-Technologie günstig herzustellen ist und außerdem keine hohen Ansprüche an die Handhabung wie z. B. Kühlung stellt. Das Ziel der Forscher war es, zur Impfstoffversorgung von armen Ländern beizutragen, daher verzichteten sie auch auf eine Patentierung. Eine erste Notfallzulassung bekam der Impfstoff im Dezember 2021 in Indien, wo er von Biological E. hergestellt wird und von dem bis zum August 2022 rund 70 Millionen Dosen verimpft wurden.
In Anerkennung ihres Bestrebens, möglichst vielen Menschen weltweit ohne Patente und Lizenzen den Impfstoff zugänglich zu machen, nominierte die Kongressabgeordnete Lizzie Fletcher Hotez und Bottazzi für den Friedensnobelpreis 2022.

### Autismus
Hotez ist Vater einer autistischen Tochter. In seinem 2018 erschienenen Buch Vaccines Did Not Cause Rachel's Autism: My Journey As a Vaccine Scientist, Pediatrician, and Autism Dad (Impfungen haben Rachels Autismus nicht verursacht: Meine Reise als Impfstoff-Wissenschaftler, Kinderarzt und Autismus-Vater) erklärte er, dass Impfstoffe nicht die Ursache für Autismus sind. In einem Interview mit der Zeit bezeichnete er frühere Gespräche mit dem heutigen Gesundheitsminister Robert F. Kennedy Jr., der einen Zusammenhang zwischen Impfungen und Autismus als gegeben sieht, als wenig fruchtbar.

## Auszeichnungen (Auswahl)
- 1999: Henry Baldwin Ward Medal der American Society of Parasitologists für herausragende Beiträge auf dem Gebiet der Parasitologie[10]
- 2003: Bailey K. Ashford Medal der American Society of Tropical Medicine and Hygiene für herausragende Arbeiten in der Tropenmedizin[11]
- 2017: Distinguished Achievement Award von B’nai B’rith International für lebenslange Leistungen in Wissenschaft und öffentlicher Gesundheit[12]
- 2017: Gesundheitspreis der Carlos Slim Foundation[13]
- 2017: Anerkennung als eine von 34 Persönlichkeiten für ihre führende Rolle im Wandel der Gesundheitsversorgung[14]
- 2018: Mitglied der American Academy of Arts and Sciences[15]
- 2021: David E. Rogers Award[16]
- 2022: AMA Scientific Achievement Award für seine Arbeit vor und während der Pandemie[17]
- 2023: Lyndon Baines Johnson Moral Courage Award des Holocaust Museum Houston gemeinsam mit Elena Bottazzi[18]
- 2023: AAAS Award for Scientific Freedom and Responsibility[19]
- 2023: Anthony Fauci Courage in Leadership Award der Infectious Diseases Society of America[20]
- 2023: Anthony Cerami Award in Translational Medicine der Feinstein Institutes[21]
- 2024: Aufnahme in die Liste Time 100 Health[22]
- 2024: Mendel-Medaille der Villanova University[23]
- 2025: Hill Prize der Texas Academy of Medicine, Engineering, Science and Technology (TAMEST)[24]
- 2025: Winslow Medal Award der Yale School of Public Health, benannt nach C.-E. A. Winslow[25]